# Tournée (Paolo Conte)
Tournée è un album che contiene le registrazioni dal vivo di alcune parti dei concerti di Paolo Conte tenuti in varie parti del mondo negli anni 1991, 1992 e 1993.

## Tracce
1. Ouverture alla russa - 4:02 (Hamburg/Congress Centrum 1993)
2. Fuga all'inglese - 4:24 (Paris/Théâtre de l'Olimpia 1991)
3. Come mi vuoi? - 4:06 (Brussels/Palais des Beaux-Arts 1991)
4. Colleghi trascurati - 3:46 (Paris/Théâtre des Champs Elysées 1993)
5. Pittori della domenica - 3:52 (Paris/Théâtre des Champs Elysées 1993)
6. Ho ballato di tutto - 3:26 (Hamburg/Congress Centrum 1991)
7. Anni - 3:21 (Paris/Théâtre des Champs Elysées 1993)
8. Baci senza memoria - 3:38 (Paris/Théâtre de l'Olimpia 1991)
9. Happy feet, musica per i vostri piedi, madame - 3:02 (Wien/Staatsoper 1992)
10. Macaco - 3:03 (Paris/Théâtre des Champs Elysées 1993)
11. Lupi spelacchiati - 2:46 (Den Haag/Circustheater 1991)
12. Sparring partner - 5:13 (Valencia/Teatro Principal 1992)
13. Il maestro - 2:47 (Hamburg/Congress Centrum 1993)
14. Madeleine - 4:54 (Hamburg/Congress Centrum 1993)
15. Azzurro - 4:26 (Wien/Austria Center 1993)
16. Pretend, pretend - 3:58 (Monte-Carlo Sporting Club 1992)
17. Reveries - 3:36 (Enschede/Muziekcentrum 1993)
18. Luxury bound (nessuno mi ama) - 4:05 (Enschede/Muziekcentrum 1993)
19. Bye, music - 4:49 (Monte-Carlo Sporting Club 1992)